# Brunei labdarúgó-szövetség
A brunei labdarúgó-szövetség (malájul: Persatuan Bolasepak Kebangsaan Negara Brunei Darussalam, angolul: National Football Association of Brunei Darussalam [NFABD]) Brunei nemzeti labdarúgó-szövetsége. 1959-ben alapították. A szövetség szervezi a Brunei labdarúgó-bajnokságot valamint a Brunei kupát. Működteti a Brunei labdarúgó-válogatottat valamint a Brunei női labdarúgó-válogatottat. Székhelye Bandar Seri Begawanban található.